# Nikolajevsk na Amuru
Nikolajevsk na Amuru (rusky Никола́евск-на-Аму́ре, do roku 1926 pouze Nikolajevsk) je město nacházející se na levém břehu řeky Amur, v Chabarovském kraji Ruské federace. Město leží 80 km od ústí Amuru do Ochotského moře a nachází se zde říční přístav. V roce 2005 žilo v Nikolajevsku na Amuru přibližně 27 200 obyvatel.
Nikolajevsk na Amuru byl založen 1. srpna 1850 jako vojensko-správní opěrný bod Nikolajevskij post (Николаевский пост), původně obývaný pouze šesti lidmi. 14. listopadu 1856 bylo na místě Nikolajevského postu založeno město Nikolajevsk. Vznikl zde hlavní přístav ruského Dálného východu. V roce 1870 byl tento přístav přenesen do Vladivostoku, čímž započal úpadek Nikolajevsku. V roce 1880 přestal být Nikolajevsk oblastním správním střediskem, kterým se stal dnešní Chabarovsk. Oživení nastalo spolu s objevem nalezišť zlata v 80.  letech 19. století. V roce 1890 v Nikolajevsku pobýval Anton Pavlovič Čechov při své cestě na Sachalin.
V době Ruské občanské války v Nikolajevsku probíhaly boje mezi bolševiky, bělogvardějci a japonskou intervenční armádou. Během těchto bojů došlo k tzv. Nikolajevskému incidentu, během kterého byl Nikolajevsk oddílem bolševických partyzánů vedených anarchistou Jakovem Trjapicynem vypálen a jeho bělogvardějské a japonské obyvatelstvo postříleno. Trjapicyn byl později bolševickými orgány za tento zločin odsouzen k smrti a zastřelen.
V dobách Sovětského svazu se Nikolajevsk na Amuru stal centrem rybolovu a stavby lodí.